# Chó Bangkaew Thái
Chó Bangkaew Thái (chữ Thái: ไทยบางแก้ว, tiếng Anh: Thai Bangkaew Dog, viết tắt: TBD) là một giống chó châu Á thuộc nhóm chó Spitz cỡ vừa. Đây là giống chó có nguồn gốc từ Thái Lan ở Bangkaew là tên một làng nhỏ thuộc huyện Bangrakam, tỉnh Phitsanulok ở miền trung Thái Lan. Đây là giống chó giữ nhà bản địa của Thái Lan.

## Tổng quan
Người ta bảo đây là nơi xuất xứ của giống chó Bangkaew Thái Lan. Họ kể rằng một ông từ trông đền làng đã nuôi một con chó cái có tên Tah Nim to khỏe, với bộ lông dài màu đen, đang mang bầu mà người ta cho rằng nó đã đi tơ với một con sói hoang (sói lửa hoặc chó rừng). Các con chó con lớn lên trong làng Huay Chan. Trong thời gian đó những trận mưa lớn làm đất lở chặn kín các lối vào làng, tạo thành bức tường tự nhiên tách lập cái làng này với thế giới xung quanh. Chó Bangkaew trưởng thành trong điều kiện như vậy và ngày nay người ta đã lai tạo có chọn lọc làm cho nó trở thành giống chó đẹp, thông minh, đầy quyến rũ và là giống chó được ưa chuộng ở Thái Lan.